# Dora Thorne (film 1915)
Dora Thorne è un cortometraggio muto del 1915 diretto da Lawrence Marston.

## Produzione
Il film fu prodotto da Biograph Company.

## Distribuzione
Distribuito dalla General Film Company, il film uscì nelle sale cinematografiche statunitensi il 3 novembre 1915.

### Differenti versioni
Il romanzo della scrittrice inglese Bertha M. Clay (pseudonimo di Charlotte Mary Brame 1836-1884) fu portato sullo schermo in differenti versioni cinematografiche. Nella versione del 1915, il regista è Lawrence Marston che era stato aiuto regista di George Nichols in quella del 1912.
- Dora Thorne, film della Selig Polyscope con Kathlyn Williams (1910)
- Dora Thorne, regia di George Nichols con Marguerite Snow (1912)
- Dora Thorne, regia di Lawrence Marston con Lionel Barrymore (1915)